# Dinocryptus niger
Dinocryptus niger là một loài tò vò trong họ Ichneumonidae.